# 馬特·史密斯 (足球運動員)
馬特·史密斯（英語：Matt Smith；1989年6月7日—）是一位英格蘭足球運動員。在場上的位置是前鋒。他現在效力於英冠球隊米禾爾。他是在2014年9月1日轉換富勒姆的。

## 外部連結
- 足球数据库：馬特·史密斯的球员统计数据